# Schlacht bei Bileća
Die Schlacht bei Bileća (bosnisch Bitka kod Bileće, türkisch Bileća Muharebesi) fand am 27. August 1388 nahe der Stadt Bileća in der bosnischen Region Herzegowina statt. Bosnische Truppen des Königs Tvrtko I., die von den Heerführern Vlatko Vuković und Radič Sanković befehligt wurden, standen einer osmanischen Armee unter dem Befehl von Lala Şahin Paşa gegenüber. Laut dem Ragusaner Mavro Orbini und seiner Geschichte Das Königreich der Slawen (um 1601) betrug die Truppenstärke des bosnischen Heeres etwa 7.000 Mann, die der Osmanen an die 18.000 Mann. Die Schlacht endete mit einem Sieg des bosnischen Heeres. Die Verluste der beiden Heere sind nicht bekannt. Der Ausgang der Schlacht zu Gunsten der Bosnier beendete für eine Zeit die osmanischen Einfälle in das Land. Zudem wirkte der Sieg über die Osmanen moralisierend hinsichtlich der nächsten Konfrontationen, wie sie bereits im Jahr darauf in der Schlacht auf dem Amselfeld stattfand. 